# Sí, ministre

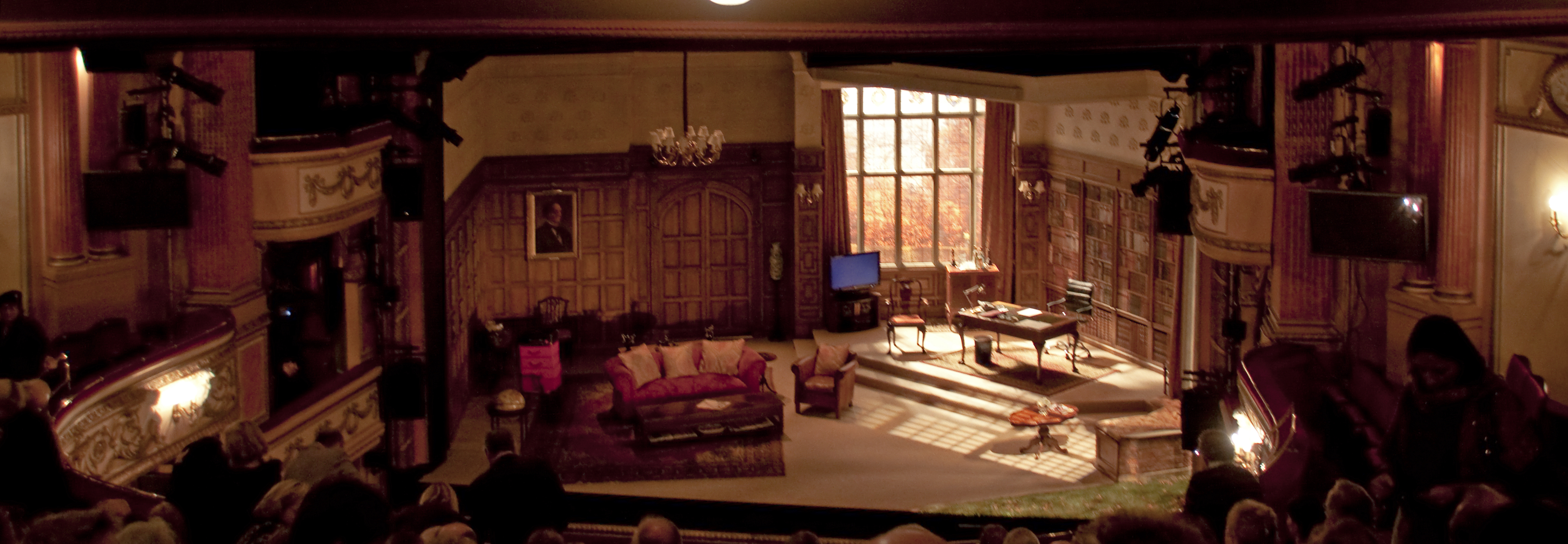
Imatge dels decorats de la sèrie.

Sí, ministre és una sèrie d'humor anglesa produïda per la BBC als anys vuitanta ambientada en un gabinet ministerial.
Des del primer capítol, els crèdits eren acompanyats per caricatures dels protagonistes obra de Gerald Scarfe.

## Personatges principals
Jim Hacker (interpretat per Paul Eddington) és nomenat al principi de la sèrie ministre d'Afers Administratius (ministeri fictici) de la Corona Britànica. Com a polític vol endegar diverses reformes però topa amb un gran obstacle: el funcionariat.
Sir Humphrey (Nigel Hawthorne) és secretari permanent del ministeri, i representa la imatge del funcionari immobilista que vol manipular el ministre per tal de no canviar substancialment l'estat de les coses.
Bernard Woolley (Derek Fowlds) és el secretari personal del ministre, i navega entre dues aigües: la lleialtat al ministre i la col·laboració amb el funcionariat (encarnat per Sir Humphrey).

## Personatges secundaris
Frank Weisel (Neil Fitzwiliam) és un conseller polític de Hacker.
Dorothy Wainwright (Deborah Norton) també era consellera de Hacker, però no apareix regularment fins Sí, Primer Ministre.
Sir Arnold Robinson (John Nettleton) és secretari del Gabinet a Sí, Ministre i posteriorment, President de Campanya per la Llibertat d'Informació. És un mestre de la manipulació, a qui Sir Humphrey sovint demana consell.
Annie Hacker (Diana Hoddinott) és la dona de Jim Hacker, també tenen una filla, Lucy (Gerry Cowper), que només apareix a un capítol ("The Right to Know").

## Altres mitjans
Entre octubre de 1983 i novembre de 1984, es van emetre 16 capítols, amb el repartiment original, adaptats per a la BBC Radio 4.
Jay and Lynn van col·laborar novament per produir convertir-ho en obra de teatre que es va estrenar el 13 de maig de 2010, al Chichester Festival Theatre.

## Cultura popular
Margaret Thatcher, en aquell moment primera ministra del Regne Unit, va confessar que era la seva sèrie preferida.
Humphrey, en al·lusió al funcionari protagonista de la sèrie, va ser el nom del gat que caçava ratolins entre 1989 i 1997 a 10 Downing Street, la residència oficial del primer ministre, durant els mandats de Margaret Thatcher, John Major i els primers sis mesos de mandat de Tony Blair.